# Hidróxido de neodimio(III)

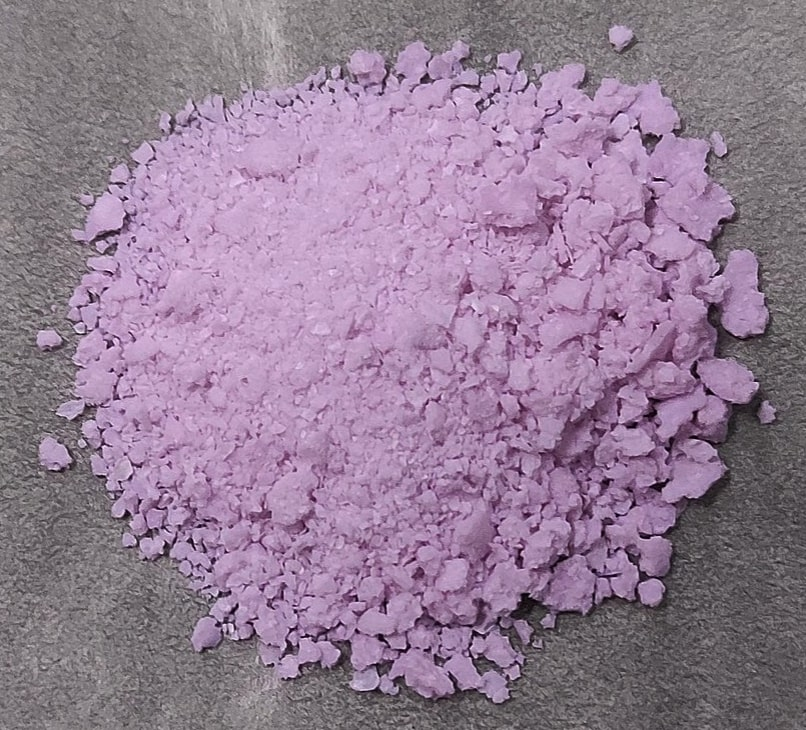
Hidróxido de neodimio(III)

El Hidróxido de neodimio (III) también llamado trihidróxido de neodimio se forma cuando el neodimio reacciona con el agua, sus usos son nulos

## Porcentaje de composición atómica
Tanto el hidrógeno como el oxígeno componen el 49,2% de este compuesto (cada uno), mientras que el neodimio compone un 14,3%

## Porcentaje de composición por masa
El neodimio por su peso ocupa un 73,9% de la masa de este compuesto químico, el oxígeno ocupa un 24,6% de la masa del compuesto químico, y por último el hidrógeno ocupa un 1,5% de la masa del químico por su peso tan liviano

## Apariencia
Un polvo rosa insoluble, se vuelve soluble al entrar en contacto con el agua

## Símbolo
Se simboliza con Nd(OH)3